# Liste der Monuments historiques in Thugny-Trugny
Die Liste der Monuments historiques in Thugny-Trugny führt die Monuments historiques in der französischen Gemeinde Thugny-Trugny auf.

## Liste der Immobilien
| Bezeichnung       | Beschreibung                                                                             | Standort                          | Kennzeichnung | Schutzstatus | Datum | Bild           |
| ----------------- | ---------------------------------------------------------------------------------------- | --------------------------------- | ------------- | ------------ | ----- | -------------- |
| Kirche St-Loup    | im Kern aus dem 12. Jahrhundert, Querschiff bezeichnet 1555                              | Thugny, ruelle de la Place (Lage) | PA00078532    | Classé       | 1920  | weitere Bilder |
| Château de Thugny | aus dem 16. Jahrhundert, im 18. Jahrhundert umgestaltet; mit Parkanlage und Zehntscheuer | Thugny, rue de la Château (Lage)  | PA00078531    | Inscrit      | 1946  | weitere Bilder |

## Liste der Objekte
| Bezeichnung                      | Beschreibung | Standort                             | Kennzeichnung | Schutzstatus | Datum | Bild           |
| -------------------------------- | --- | ------------------------------------ | ------------- | ------------ | ----- | -------------- |
| Taufbecken                       | Stein, 12. Jahrhundert | Thugny, in der Kirche St-Loup (Lage) | PM08000564    | Classé       | 1945  | weitere Bilder |
| Sofa, zwei Sessel und ein Hocker | Holz, 1720 | Thugny, im Château de Thugny (Lage)  | PM08000666    | Classé       | 1988  |                |
| Hauptaltar                       | Altartisch, Tabernakel und Baldachin; Marmor, Stein, Holz, 18. und 19. Jahrhundert; der Tabernakel auf einen Seitenaltar versetzt | Thugny, in der Kirche St-Loup (Lage) | PM08000561    | Classé       | 1969  |                |
| Chorgestühl                      | Holz, 18. Jahrhundert | Thugny, in der Kirche St-Loup (Lage) | PM08000562    | Classé       | 1969  |                |